# Theophilus Lindsey
Theophilus Lindsey, né le 20 juin 1723 à Middlewich et mort le 3 novembre 1808 à Londres est un théologien britannique. Il quitte l'Église d'Angleterre anglicane en raison de ses convictions antitrinitaire et le 17 avril 1774 fonde l'Essex Street Chapel, une église unitarienne. Il fonde les premières écoles du dimanche.

## Œuvres
L'œuvre majeure de Lindsey est An Historical View of the State of the Unitarian Doctrine and Worship from the Reformation to our own Times, publié en 1783. Parmi ses autres publications on peut noter Apology on Resigning the Vicarage of Catterick (1774) et Sequel to the Apology (1776), The Book of Common Prayer reformed according to the plan of the late Dr Samuel Clarke (1774), Dissertations on the Preface to St John's Gospel and on praying to Jesus Christ (1779), Vindiciae Priestleianae (1788), Conversations upon Christian Idolatry (1792) et Conversations on the Divine Government (1802). Deux volumes de sermons furent publiés à titre posthume en 1810 et un volume de mémoires par Thomas Belsham, parut en 1812.